# 11014 Святоплук
11014 Святоплук (11014 Svätopluk) — астероїд головного поясу, відкритий 23 серпня 1982 року.
Тіссеранів параметр щодо Юпітера — 3,369.